# Stephen Watson
Stephen Watson (ur. 18 lutego 1974 roku w Durbanie) – południowoafrykański kierowca wyścigowy.

## Kariera
Watson rozpoczął karierę w wyścigach samochodowych w 1992 roku od startów w klasie narodowej Brytyjskiej Formuły 3, Niemieckiej Formule 3 oraz Formule 3 Vereinigung B-Cup. Z dorobkiem odpowiednio dwunastu, dwóch i sześciu punktów uplasował się odpowiednio na siódmej, 26 i jedenastej pozycji w klasyfikacji generalnej. W późniejszych latach pojawiał się także w stawce 24-godzinnego wyścigu Le Mans, Grand Prix Makau, Brytyjskiej Formuły 2, Global GT Championship, Formuły 3000, 1000 km Suzuka, FIA GT Championship oraz American Le Mans Series.
W Formule 3000 Południowoafrykańczyk startował w latach 1995-1997. Dopiero w trzecim sezonie startów zdobywał punkty. Uzbierane dwa punkty dały mu wówczas dwudzieste miejsce w końcowej klasyfikacji kierowców.
W latach 1998-1999 Południowoafrykańczyk pełnił rolę kierowcy testowego ekipy Arrows w Formule 1.